# David Comberry
Jean François David Comberry, bekannt als David Comberry (* 20. Mai 1792 in Bordeaux; † 25. November 1834 in Lyon) war ein gehörloser Lehrer und Direktor einer Taubstummenanstalt.

## Biographie
David Comberry ist der Sohn von Joseph Comberry und Marie Gouteyron.
Zuerst wurde er in Bordeaux unterrichtet und später mit 10 Jahren am Institut national de jeunes sourds de Paris. Danach machte er eine Ausbildung zum Schneider.
1815 bat Comberry um eine Stelle im Rathaus von Saint-Étienne. Der Bürgermeister bot ihm die Leitung einer Gehörlosenschule an. Darüber musste Comberry, wegen seiner nicht vorhandenen Pädagogikkenntnisse, etwas nachdenken. Schließlich nahm er die Gelegenheit an und 1815 wurde die Schule in Saint-Étienne eröffnet. Bereits 1824 wurde sie nach Lyon verlegt.
Am 19. Mai 1819 heiratete Comberry Jeanne Monnier in Saint-Étienne. Sie bekamen eine Tochter namens Jeanne Marie Agathe Comberry.
1834 starb Comberry. Er vermachte seine Position des Direktors an Abbé Plasson. Später übernahm sein Schwiegersohn Claudius Forestier.

## Ehrungen
2005 wurde ein Platz in Saint-Étienne nach David Comberry benannt.